# Clothoda longicauda
Clothoda longicauda är en insektsart som beskrevs av Ross 1987. Clothoda longicauda ingår i släktet Clothoda och familjen Clothodidae. Inga underarter finns listade i Catalogue of Life.